# Centre hospitalier universitaire Henri-Mondor

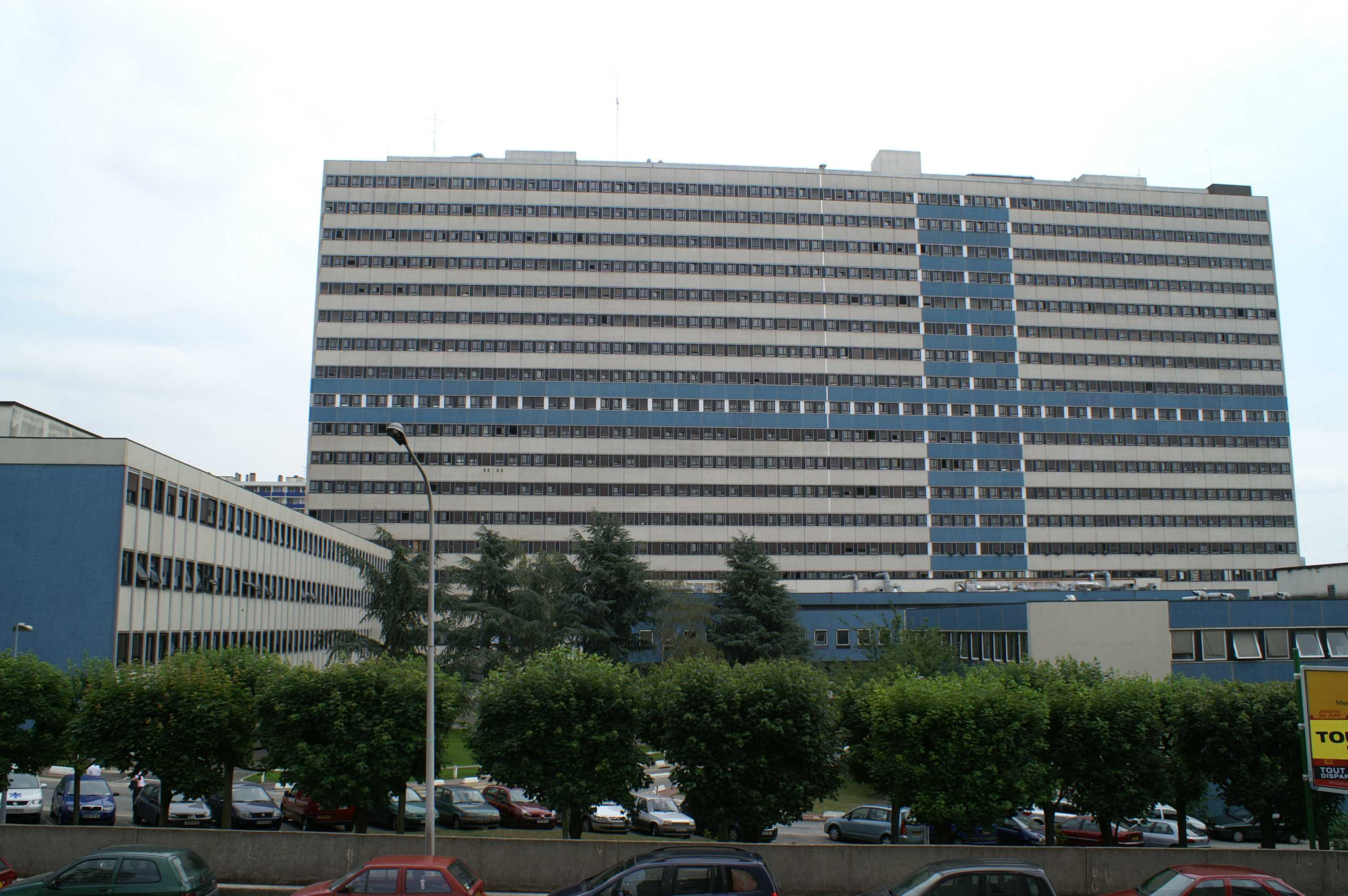
CHU Henri-Mondor

Le CHU Henri-Mondor est un hôpital de l'assistance publique (AP-HP) localisé à Créteil dans le Val-de-Marne (Île-de-France).

## Historique
Situé à Créteil, dans le Val-de-Marne, inauguré le 2 décembre 1969,, l'hôpital universitaire Henri-Mondor APHP a été conçu par les architectes Jean-Maurice Lafont et Jacques-Henri Riedberger. C'est un hôpital-bloc, assez caractéristique des choix architecturaux de l'époque, par opposition aux hôpitaux pavillonnaires. L'établissement, qui devient un des principaux employeurs de la ville de Créteil, dispose de logements dans l'agglomération, notamment au quartier de la Habette. C'est aussi l'origine d'une communauté antillaise, les Ultramarins ayant été appelés à renforcer les services publics de métropole. 
En 1974, Pierre Huguenard y crée le deuxième Samu de France,. Une implantation d'un cœur artificiel de type Jarvik 7 est effectuée en 1987, ainsi que la première greffe de visage totale, en France, en 2010. En 2011, la fermeture du service de chirurgie cardiaque est un moment envisagée. Mais les syndicats du personnel hospitalier, les médecins, la population de Créteil et de la région et les personnalités politiques locales réagissent, et cette mesure est abandonnée. Il en est de même en 2018 pour le service de greffe hépatique. En août 2019, un incendie se déclare dans un bâtiment de logement appartenant à l'AP-HP, mais indépendant des bâtiments de soins. Le sinistre fait un mort et huit victimes.
Cet établissement hospitalier universitaire chirurgical et médical, soutenant une offre de recours et de proximité sur le territoire sud-est francilien, célèbre son cinquantième anniversaire fin 2019. Il est devenu un hôpital universitaire de référence pour un vaste territoire géographique allant du Val-de-Marne Nord et Est, à la Seine et Marne Est et Sud, et même jusqu'en Bourgogne-Franche-Comté et la région de Sens.
En avril 2020, alors que la pandémie de Covid-19 sévit particulièrement en France, et notamment en Ile-de-France, et que les besoins d'hospitalisation sont élevés, un nouveau bâtiment, le RBI (Réanimation, blocs, interventionnel) est inauguré avec plusieurs mois d'avance sur le calendrier initial. Construit sur pilotis du fait des risques d'inondations sur le site, il apporte une surface utile supplémentaire de 13 800 m2. Le premier niveau, non ouvert dans un premier temps, est un bloc comprenant 21 salles d'opération, avec une salle de réveil de 41 places. Les deux niveaux supérieurs comprennent des chambres de soins, soit 85 lits,.

## Description
Il accueille chaque année plus de 36 000 séjours en hospitalisation complète et 56 000 en ambulatoire et allie l'expertise d'un hôpital universitaire à une mission de proximité et de recours. L'hôpital universitaire Henri-Mondor APHP est le premier centre d'urgence du Val-de-Marne avec plus de 77 000 passages aux urgences annuels et 9 permanences de soins labellisées par l'Agence régionale de santé (orthopédie, urologie, digestif, neuroradiologie, neurochirurgie incluant grande garde, imagerie interventionnelle, trauma centre).
L'hôpital Henri-Mondor APHP assure une prise en charge des cas les plus complexes par une approche multidisciplinaire et assure à ce titre un rôle de recours et d'expertise pour de nombreux hôpitaux franciliens. Le socle de son projet médical est tourné vers l'innovation et la performance.
Il compte par ailleurs huit centres de références maladies rares et onze centres de compétences.
Il fait partie du Groupe hospitalier universitaire (GHU) APHP. Hôpitaux Universitaires Henri-Mondor qui regroupe les établissements Albert-Chenevier, Dupuytren, Émile-Roux, Georges-Clemenceau et Henri-Mondor.
Depuis juillet 2018, ce GHU est dirigé par Édith Benmansour Le Lay

## Organisation médicale
Le GHU Henri-Mondor est structuré en 8 Départements Médico-Universitaires (DMU), ainsi redéfinis en juillet 2023 :
- DMU Médecine (Directeur médical : Pr Pascal Claudepierre)
- DMU Care (Pr Pascal Desgranges)
- DMU Gériatrie (Dr Sylvie Haulon)
- DMU Fixit (Pr Alain Luciani)
- DMU Saphire (Dr Muriel Paul)
- DMU Biologie/pathologie (Pr Jean-Michel Pawlotsky)
- DMU Impact Psychiatrie et addictologie (Pr Antoine Pelissolo)[13]
- DMU Cancers et spécialités (Pr Christophe Tournigand)